# Ryan Thompson
Ryan Thompson (Kingston, 7 de janeiro de 1985) é um futebolista profissional jamaicano que atua como goleiro, atualmente defende o Pittsburgh Riverhounds.

## Títulos

### Harbour View
- CFU Club Championship: 1 2004

### Shamrock Rovers
- Setanta Cup: 1 2011
- Liga da Irlanda: 1 2011